# Lill-Svarttjärnen, Västerbotten
Lill-Svarttjärnen är en sjö i Vindelns kommun i Västerbotten och ingår i Umeälvens huvudavrinningsområde.